# Gerdy Zint
Gerdy Zint, né en 1979 à Berlin, est un acteur allemand.

## Filmographie
- 2005 : Lucy
- 2011 : Guerrière